# Xis
Xis is een computerspel dat werd ontwikkeld door Gremlin. Het spel werd in 1989 uitgebracht door CP Verlag/Game On voor de Commodore 64. Het Engelstalige spel is een horizontaal scrollende Shoot 'em up. Het spel kan door maximaal één persoon gespeeld worden.